# 聯合國安全理事會第1919號決議
联合国安全理事会第1919号决议于2010年4月29日一致通过。决议回顾以往关于苏丹局势的各项决议包括保护平民的第1674（2006）号、第1894（2009）号和保护儿童的第1612（2005）号、第1882（2009）号和保护人道主义人员及联合国人员的第1325（2000）号、第1820（2008）号、第1888（2009）号、第1889（2009）号决议。决定延长联合国苏丹特派团的任期直至2011年4月30日，以为在必要时进一步推进其任务。